# Айрин Меки
Айрин Меки (на английски: Irene Mecchi) е американска сценаристка. През 1992 г. тя започва работа в Дисни, като пише сценария за късометражния анимационен филм Recycle Rex, спечелил наградата на екологични медии през 1994 г. Айрин работи по пиесата и книгите на Хърб Кейн и е сценарист на пълнометражните анимационни филми на Дисни Цар лъв, Гърбушкото от Нотр Дам, Херкулес, Фантазия 2000 и Храбро сърце (последният е продукция на Дисни-Пиксар). През 1998 г. получава номинация на наградите Тони за драматургията на бродуейския мюзикъл Цар лъв заедно с Роджър Алърс, с когото са съавтори на либретото. Айрин пише сценария на филма Ани, излъчен по Ей Би Си през 1999 г.

## Биография
Меки е родена в семейство, което трето поколение живее в Сан Франциско, Калифорния. По-късно тя придобива бакалавърска степен от Калифорнийски университет – Бъркли. Стремежите ѝ да режисира в театъра я подтикват да учи в Американската театрална консерватория, където нейният преподавател, Джой Карлин, е впечатлен от писането ѝ и я насърчава да продължи в тази насока, като тя се съгласява.
Първата ѝ работа е да напише поредица от детски програми за Никелодеон. Меки е сценаристка на комедийните сериали Valerie, The Popcorn Kid и My Sister Sam.
През 1992 г. Айрин започва работа в Дисни, когато пише сценария на 10-минутния анимационен филм Recycle Rex. Този късометражен филм насърчава по-младите зрители да „рециклират, намаляват и използват повторно“ отпадъчните материали. През лятото на същата година Меки е назначена в екипа от сценаристи, за да подобри сценария на Цар лъв, който ѝ е представен като Бамби в Африка. Няколко месеца по-късно към нея се присъединява Джонатан Робъртс в процеса на пренаписване на сценария. Заедно двамата сценаристи се справят с нерешените емоционални проблеми в сценария и добавят допълнителна комедия с героите Тимон, Пумба и хиените.
След работата си по Цар лъв, тя е сценарист на Гърбушкото от Нотр Дам и Херкулес. Заедно с Роджър Алърс пишат либретото на мюзикъла Цар лъв, за който са номинирани за награда Тони. По-късно двамата сътрудничат с допълнителни материали за сценария на Цар лъв 3: Хакуна матата.
Меки е сценарист на филма на Пиксар Храбро сърце, режисиран от Бренда Чапман. През юни 2013 г. Чапман заявява, че тя и Меки разработват Rumblewick на Дриймуъркс Анимейшън, който не е произведен. През ноември 2014 г. е съобщено, че Меки е съавтор на сценария за анимационния музикален филм на Лукасфилм Странна магия. Същата година тя пише сценария на Питър Пан Лайф на Ен Би Си, в който преработва героя Капитан Хук.

## Творчество

### Филми
| Година | Заглавие                 | Бележки                                                         |
| ------ | ------------------------ | --------------------------------------------------------------- |
| 2015   | Странна магия            | Сценарий с Гари Ръдсторм и Дейвид Беренбаум                     |
| 2014   | Пророкът                 | Допълнителни диалози                                            |
| 2012   | Храбро сърце             | Сценарий с Марк Андрюс, Стив Пърсел и Бренда Чапмън             |
| 2005   | Чикън Литъл              | Некредитиран сценарист Специални благодарности                  |
| 2004   | Цар лъв 3: Хакуна матата | Допълнителен материал към историята                             |
| 1999   | Фантазия 2000            | Сегмент Сценарий с Дон Хан и Дейвид Рейнолдс                    |
| 1997   | Херкулес                 | Сценарий с Рон Клемънтс, Джон Мъскър, Доналд Макенери и Боб Шоу |
| 1996   | Гърбушкото от Нотр Дам   | Сценарий с Таб Мърфи, Боб Цудикер, Нони Уайт и Джонатан Робъртс |
| 1994   | Цар лъв                  | Сценарий с Джонатан Робъртс и Линда Улвъртън                    |

### Телевизия
| Година | Заглавие                   | Бележки           |
| ------ | -------------------------- | ----------------- |
| 2014   | Питър Пан: Наживо          |                   |
| 1999   | Ани                        | Телевизионен филм |
| 1992   | Здравей, скъпа, у дома съм | Един епизод       |
| 1987   | Моята сестра Сам           | Един епизод       |
| 1987   | Хлапето с пуканки          | Един епизод       |
| 1986   | Валъри                     | Един епизод       |
| 1979   | Между другото              |                   |